# Zviadistas

Combatientes Zviadistas luchando detrás del parlamento Georgiano durante la guerra civil georgiana

Zviadistas era un nombre informal dado a los partidarios del expresidente georgiano Zviad Gamsakhurdia que fue derrocado y murió durante la Guerra civil georgiana de 1991–1993.
El presidente Zviad Gamsakhurdia fue derrocado en un sangriento golpe de Estado que destruyó el centro de Tbilisi entre el 20 de diciembre de 1991 y el 6 de enero de 1992. Partidarios de Zviad Gamsakhurdia, los zviadistas organizaron manifestaciones masivas contra el gobierno post-golpe liderado por el exlíder comunista Eduard Shevardnadze en varias partes de Georgia y grupos armados organizados que impidieron que las fuerzas gubernamentales tomaran el control de Samegrelo, la provincia natal del expresidente. Las escaramuzas entre las fuerzas pro y anti Gamsakhurdia duraron entre 1992 y 1993 y se convirtieron en una guerra civil a gran escala con el regreso de Gamsakhurdia a Georgia occidental en septiembre de 1993. Los rebeldes zviadistas fueron derrotados y Gamsakhurdia probablemente fue asesinado el 31 de diciembre de 1993.
El cuerpo de Gamsakhurdia fue recuperado y su muerte fue confirmada el 15 de febrero de 1994.
Después de la muerte de Gamsakhurdia, los zviadistas nunca crearon un solo partido, sino que se unieron a varias organizaciones políticas y movimientos sociales, mientras que algunos de ellos continuaron luchando contra el gobierno de Eduard Shevardnadze.